# Incompatibel element
Een incompatibel element is een in de geochemie en petrologie gebruikte term voor een element dat bij het smelten of stollen van gesteente bij voorkeur in de vloeibare fase blijft.
Tijdens kristalfractionatie in magma zal een incompatibel element in de smelt blijven, die daardoor verrijkt wordt met incompatibele elementen. Bij partieel smelten in de aardmantel of diepere aardkorst zullen incompatibele elementen zich concentreren in de smelt. De achterliggende reden is dat deze elementen ionradii en/of valenties hebben waarmee ze slecht in het kristalrooster van mineralen passen.
De mate waarin een element incompatibel is wordt gegeven door de partitiecoëfficiënt, de verhouding tussen de concentraties van het element in de vaste en vloeibare fasen. Een element is incompatibel wanneer de partitiecoëfficiënt kleiner dan 1 is.
Twee groepen incompatibele elementen hebben een eigen naam. LILE's (Large Ion Lithophile Element) zijn elementen met een grote ionradius, zoals kalium, rubidium, cesium, strontium en barium. HFSE's (High Field Strength Elements) zijn elementen met een hoge valentie zoals zirkonium, niobium, hafnium, tantalum, thorium en uranium. De zeldzame aarden elementen behoren ook tot deze laatste groep.
Incompatibele elementen zullen zich concentreren in magma. Magma heeft de gewoonte vroeg of laat omhoog te bewegen door de Aarde. Als gevolg zijn incompatibele elementen meestal lithofiel.